# 多聞部
多聞部 (梵: Bahuśrutīya, バフシュルティーヤ)とは部派仏教の一派。『異部宗輪論』や『舎利弗問経』、その他の文献によると、多聞部は大衆部から別れた分派であるという。

## 語源
バフシュルティーヤ(Bahuśrutīya)という名称は語義上は「多く聞いた者」を意味する。大乗基の『異部宗輪論疏述記』に、以下のように多聞部の名称の説明とその特徴が記されている:
三蔵を広く学び、仏言を深く悟り、多聞の徳を具す。徳より名を為し、多聞部と名づく。

（廣學三藏深悟佛言從德為名名多聞部）

## 起源
真諦三蔵によれば、多聞部の開祖はヤージュニャヴァルキヤ（祠皮衣、Yājñavalkya）という名前の阿羅漢であったという。真諦の説明では、ヤージュニャヴァルキヤはブッダと同時代に生きブッダの説法を聞いたが、ブッダが涅槃に入る前に三昧に入り、ブッダの入滅を知らなかったという。ヤージュニャヴァルキヤはこの三昧の状態から200年後に戻ってきて、大衆部が経典の表面的な意味しか教えていないことに気づき、それゆえに経典の意味を全て説明するために多聞部を創始したという。
真諦は多聞部の起源を大乗仏教の教えと結び付けている:
大衆部の中でこの阿羅漢は表面的な意味と深い意味とを完全に説明した。深い意味の中には、大乗仏教で説かれているような意味が含まれる。これを信じない者もいた。これを信じる者はこの教えを自分も教え後代に伝えた。大衆部の中にはこの教えを広める者もおり、広めない者もいた。前者は「多聞部」(Bahuśrutīya)と呼ばれる分派を形成した。[...]この部派から『成実論』が生まれた。こういうわけで『成実論』には大乗仏教の思想が混ざりこんでいるのである。

## 教説
世友によれば、多聞部では、ブッダの無常・苦・空・無我・涅槃寂静といった言葉は出世間的な教えだと考えられていたが、その他のブッダの言葉は世俗的な教えとみなされた。真諦三蔵によると、多聞部は声聞の教えと大乗の教えとの両方を受け入れていたという。真諦によれば、多聞部は「世間教」と「出世間教」の両方を奉ずるために形成されたという。
他の大衆部の分派と同様に、多聞部では阿羅漢も過ちを犯しうると信じられていた。

## 典籍
訶梨跋摩の『成実論』(Satyasiddhi、Tattvasiddhi)は多聞部に属するとする説がある。真諦はこの論書が「小乗」と大乗の教説の混淆から成ると言及している。『成実論』には菩薩蔵（Bodhisattva-piṭaka）に関する言及も見られる。